# Burg Hohenpfirt
Die Burg Hohenpfirt bzw. Burg Ferrette ist die Ruine einer Höhenburg in Ferrette in Frankreich im elsässischen Jura. Die Burg wird erstmals im Jahr 1100 erwähnt und zählt somit zu den ältesten Burgen des Elsass. Die Herren der Burg waren die Grafen von Pfirt, bis das Geschlecht in siebter Generation im Jahr 1324 in männlicher Linie ausstarb und durch Johanna von Pfirt an den Habsburger Albrecht II. ging. Fortan war die Hohenpfirt vorderösterreichische Vogtsresidenz.

## Beschreibung
Die Burganlage ist in zwei Burgteile aufgeteilt: die Ober- bzw. Hauptburg und die Vorburg.
Die Oberburg ist im Vergleich zur Vorburg wesentlich älter und wurde aus Kalkstein gebaut.
Die Vorburg besitzt mehrere halbrunde Schalentürme, welche im Falle einer Eroberung dem Angreifer keinerlei Schutz gegen einen Beschuss aus der Oberburg bieten.

## Zerstörung

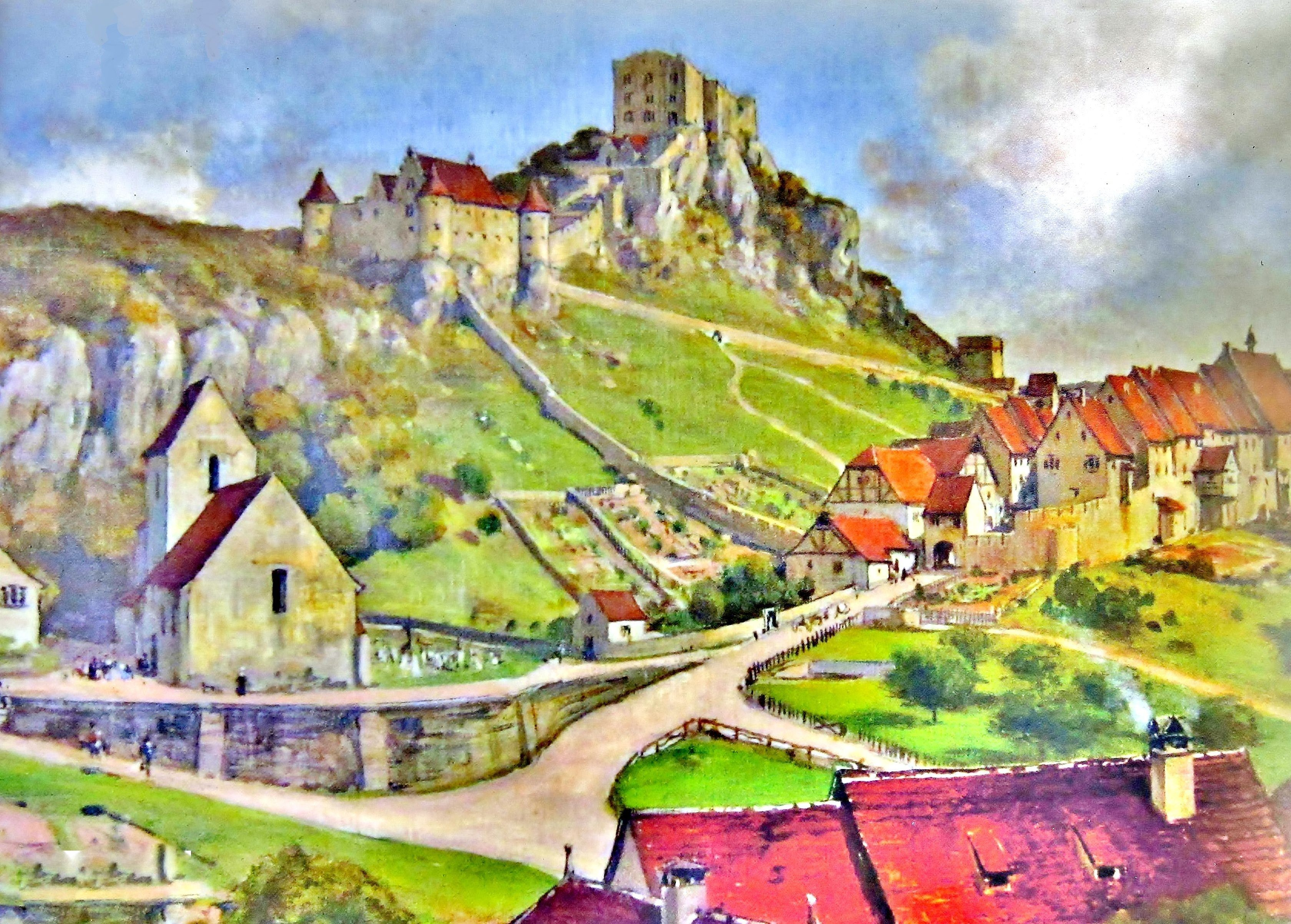
Rekonstruktionszeichnung von Pfirt mit der Burg Hohenpfirt

Während Kriegswirren des Dreißigjährigen Krieges saßen die „Herren von Pfirt“ auf Hohenpfirt, welche die Burg von den Habsburgern als Lehen erhielt. Durch die vorderösterreichische Zugehörigkeit wird die Burg Hohenpfirt Ziel der Protestanten, sodass Johan Adam von Pfirt die zur Garnison ausgebaute Burg im Jahr 1632 an Erlacher Truppen verliert. Nach zweijähriger protestantischer Herrschaft erheben sich die Bauern gegen die Obrigkeit und vertreiben die schwedischen Truppen, welche jedoch sofort mit Verstärkung zurückkehrten und Dorf samt Burg plünderten und Hohenpfirt stark zerstörten. Bereits im Jahr 1635 geriet Hohenpfirt erneut den Kriegstreibereien des Dreißigjährigen Krieges zum Opfer. Die Burg wird teilweise in Brand gesetzt und geschleift, wonach nur noch teile der Unterburg wieder aufgebaut werden. Im Jahr 1651 trat Philipp Jacob von Pfirt die Herrschaft der Burg an, welcher mit Maria Anna von Schönau vermählt war. Während dieser Regentschaft verkommt die teilweise zerstörte Burganlage immer mehr zur Ruine. Durch Maria Anna Helene Reich von Reichenstein geb. Pfirt-Zillisheim, Enkelin von Philipp Jacob kommt die Burganlage in den Besitz der Reich von Reichenstein, welche diese wiederum an den Nebenzweig von Pfirt-Carspach verkaufte. Franz Anton von Pfirt-Carspach veranlasste schlussendlich den Abriss der zerstörten Oberburg. Die bis dahin erhaltene Unterburg fiel am 29. Juli 1789 den Aufständen der französischen Revolution zum Opfer, bei welchen die Anlage in Brand gesetzt wurde und seither als Steinbruch diente.

## Erhaltung

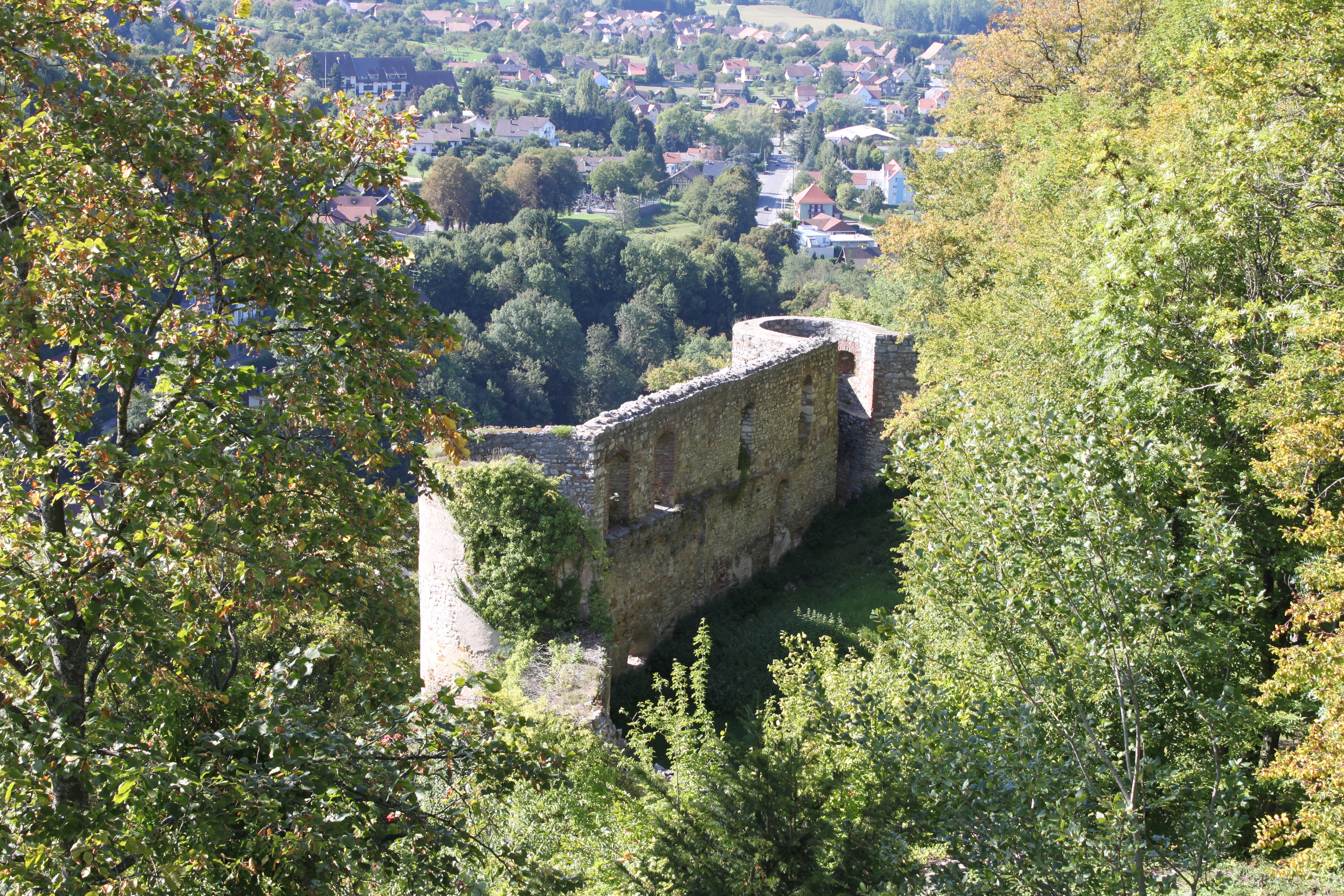
Vorburg mit Schalentürmen

1838 wurde das Schloss an Jean Zuber verkauft, einen wohlhabenden Industriellen und Tapetenhersteller in Rixheim, der die Burg 1842 als historisches Denkmal einstufen ließ. Die Ruinen des Schlosses, welche seit 1930 unter Denkmalschutz stehen wurden mit finanzieller Unterstützung der Stadt Pfirt, des Departements Haut-Rhin und dem lokalen Amt für Architektur und Kulturerbe restauriert (services territoriaux de l’Architecture et du Patrimoine [STAP]).